# Зьолден
Зьолден (на немски: Sölden) е село и община в Австрия.

## География
Населението на общината е 3550 души (2013), а площта ѝ е 468 km², от които 5% са населени. По площ община Зьолден е най-голяма в Австрия.

## История
Селището е споменато за първи път в писмен източник от 1067 г. В документ от 1408 г. е споменато наличие на малка капела. През 1521 г. тя е срутена и е построена готическа църква. Тя е ремонтирана отвътре (1752), при което стилът ѝ е променен на барок. През 1777 г. е основано първото училище поради въведеното от императрица Мария Терезия задължително образование.
Във втората половина на 19 век Зьолден става известен курорт. През 1897 г. започва построяването на пътища, свързващи общината със заобикалящите я територии.

## Спорт
В Зьолден се провеждат състезания от Световната купа по ски алпийски дисциплини.